# 화룡대결
《화룡대결》(영어: Fire Of Conscience)는 2010년 공개된 액션 범죄 미스터리 스릴러 영화이다.

## 출연
- 여명 - 원팡 역
- 임현제 - 지반장 역
- 비비안 수
- 왕바오창
- 요계지
- 협선
- 유호룡
- 응창우
- 탕옌
- 진관태
- 악소군
- 담개
- 장문자
- 반원량